# Sancheok-myeon
Sancheok-myeon (koreanska: 산척면) är en socken i den centrala delen av Sydkorea, 105 km sydost om huvudstaden Seoul. Den ligger i kommunen Chungju i provinsen Norra Chungcheong.